# San Pedro Amuzgos
San Pedro Amuzgos es una localidad del estado mexicano de Oaxaca. Es cabecera del municipio de San Pedro Amuzgos.

## Demografía
| Censo | Población |
| ----- | --------- |
| 1900  | 1 207     |
| 1910  | 1 360     |
| 1921  | 1 428     |
| 1930  | 1 647     |
| 1940  | 727       |
| 1950  | 1 104     |
| 1960  | 669       |
| 1970  | 843       |
| 1980  | 1 492     |
| 1990  | 3 460     |
| 1995  | 3 316     |
| 2000  | 3 797     |
| 2005  | 4 231     |
| 2010  | 4 925     |
| 2020  | 4 922     |